# Diego Chávez
Diego Armando Chávez Ramos (Ica, 1993. március 7. –) perui labdarúgó, az Universitario de Deportes hátvédje.